# Álex Remiro
Álex Remiro, de son vrai nom Alejandro Remiro Gargallo, né le 24 mars 1995 à Cascante (Espagne), est un footballeur espagnol évoluant au poste de gardien de but à la Real Sociedad.

## Biographie

### En club

#### Formation et début de carrière
Alex Remiro est originaire de la ville de Cascante, en Espagne. Il commence le football dès son plus jeune âge, dans le club de sa ville natale, le CD Aluvión de Cascante.
En 2009, à l'âge de 14 ans et alors qu'il évolue en catégorie cadet, il rejoint le centre de formation de l'Athletic Club, en raison de l'accord de collaboration entre les deux clubs.
En février 2013, après avoir joué dans les équipes de jeunes de l'Athletic Club, et à la suite de la promotion de Kepa Arrizabalaga avec l'équipe réserve, l'Athletic Bilbao B, il intègre la deuxième équipe réserve du club, le CD Baskonia, en Tercera Division, club filial de l'Athletic et qui représente leur équipe "c" (moins de 21 ans).
Le 29 juin 2013, il est titulaire avec l'Athletic Bilbao en finale de la coupe du roi juvénile (U19) contre le Real Madrid. Lors de la saison 2013-2014, il reste au Club Deportivo Baskonia en tant que gardien numéro 1.

#### Bilbao Athletic
Le 26 mai 2014, à la suite de l'ascension et de la promotion en équipe professionnelle de Kepa Arrizabalaga, Álex Remiro est nommé gardien titulaire pour la saison 2014-2015 de la réserve de l'Athletic Club en Segunda División B (équivalent de la troisième division), l'Athletic Bilbao B.
Lors de la saison, il réalise d'excellentes performances, n'encaissant que 20 buts en 23 matchs. L'équipe monte en deuxième division à l'issue de la saison.
Le 7 mars 2015, Alex Remiro est convoqué pour la première fois en équipe professionnelle par Ernesto Valverde à la suite de la blessure de Iago Herrerín, pour un match de championnat d'Espagne de première division contre le Real Madrid CF. Il n'entre toutefois pas en jeu. Par la suite, il sera convoqué avec l'Athletic Club en Liga Santander à trois autres reprises lors de cette saison 2014-2015.
Le 24 août 2015, il fait ses débuts en professionnel avec le Bilbao Athletic en Liga 2 contre le Girona FC. Il est titulaire tout au long de la saison, et joue un total de 33 matchs en championnat. Il est élu meilleur gardien de deuxième division du mois de novembre.
Le 10 décembre 2015, il est à nouveau convoqué par Ernesto Valverde en équipe première, pour un match de Ligue Europa contre l'AZ Alkmaar, à San Mamés.
Cette saison là, en 2015-2016, il connaît deux sélections en équipe d'Espagne espoirs.
Le 22 juin 2016, il est promu en équipe première de l'Athletic Club de Bilbao. À la suite de la montée en puissance de Kepa, il est prêté le 1er juillet de la même année au club de Levante, en deuxième division.

#### Levante UD
Il commence la saison comme gardien titulaire de Levante. Par la suite, il est mis en concurrence avec le deuxième gardien du club, Raúl Fernández-Cavada Mateos (en).
Le 30 janvier 2017, il est rappelé par l'Athletic Bilbao en raison de la blessure de Kepa Arrizabalaga. Son prêt à Levante prend fin et il finit la saison comme doublure de Gorka Iraizoz à l'Athletic, son club formateur. Il ne participe à aucun match dans l'élite avec l'équipe basque.
Le 21 juillet 2017, à la suite du retour de blessure de Kepa, il est prêté pour un an à SD Huesca, en deuxième division.

#### SD Huesca
À Huesca, Álex Remiro est titulaire tout au long de la saison 2017-2018, il joue 41 matchs de championnat avec le club aragonais, conservant sa cage inviolée à 15 reprises. Il réalise une saison de grande qualité et ses prestations aident le club à monter pour la première fois de son histoire en première division.

#### Athletic Club
À la fin de son prêt à Huesca, il retourne à l'Athletic Club pour la saison 2018-2019. À la suite du départ de Kepa Arrizabalaga à Chelsea, il est le favori au poste de gardien numéro 1 pour l'équipe première. Cependant, à cause d'un désaccord contractuel avec sa direction, Álex Remiro refusant de prolonger son contrat, c'est sa doublure Unai Simón qui est choisi pour commencer la première journée de championnat, contre le CD Leganés.
Quelques mois plus tard, Unai Simón s'étant installé au poste de numéro 1 et Álex Remiro refusant toujours de prolonger, ce dernier annonce son souhait de quitter le club.
Après une dernière tentative de la part de la direction de l'Athletic pour essayer de lui faire signer une prolongation de contrat, le club annonce qu'il met fin aux négociations et que Álex Remiro partira libre, mais uniquement à expiration de son contrat, qui prendra fin à l'issue de la saison.

#### Real Sociedad
Le 10 juin 2019, Álex Remiro signe un contrat de quatre ans chez le voisin de la Real Sociedad, club rival de l'Athletic Bilbao. Son contrat prend effet à partir du 1er juillet 2019. Ce transfert entraîne la mise à l'écart de Gerónimo Rulli. En juin 2022, son contrat est prolongé jusqu'en 2027 et sa clause libératoire atteint 70 millions d'euros.
En août 2022, il atteint les 100 rencontres disputées en Liga sous le maillot txuri-urdin et est auteur de 40 clean sheet. Il a des statistiques comparables à celles d'un gardien ayant marqué l'histoire du club, Luis Arconada. En 2025, il devient le deuxième gardien ayant réalisé le plus de clean sheet dans l'histoire du club basque derrière Arconada. Remiro devance désormais dans cette statistique Alberto López Fernández.

### En équipe nationale
Álex Remiro a été international espagnol dans les catégories Espagne -17 ans, Espagne - 18 ans et Espagne - 19 ans. Il a également été appelé cinq fois avec l'équipe d'Espagne - 21 ans (espoirs), entre septembre 2015 et octobre 2016.
Le 10 novembre 2023, il est appelé pour la première fois avec l'équipe d'Espagne en qualité de troisième gardien, profitant d'une blessure de Kepa Arrizabalaga.
Le 22 mars 2024, il joue ses premières minutes avec le maillot de la Roja en entrant en jeu face à la Colombie lors d'un match amical (défaite 0-1).
En mai 2024, il figure dans une liste élargie de 29 joueurs appelés par Luis de la Fuente pour l'Euro 2024 puis il fait partie de la liste définitive de 26 joueurs publiée le 7 juin,. Il remporte la compétition avec l'Espagne le 14 juillet 2024.

### En dehors du football
En 2025, Remiro crée une fondation dont l'objectif est de promouvoir la santé mentale et le bien-être émotionnel par le sport.

## Statistiques
| Saison                | Club                  | Championnat           | Championnat | Championnat | Coupe(s) nationale(s) | Coupe(s) nationale(s) | Supercoupe | Supercoupe | Compétition(s) continentale(s) | Compétition(s) continentale(s) | Compétition(s) continentale(s) | Total | Total |
| Saison                | Club                  | Division              | M.          | B.          | M.                    | B.                    | M.         | B.         | Comp.                          | M.                             | B.                             | M.    | B.    |
| 2014-2015             | Bilbao Athletic       | Segunda División B    | 17+6        | 0           | -                     | -                     | -          | -          | -                              | -                              | -                              | 23    | 0     |
| 2015-2016             | Bilbao Athletic       | Segunda División      | 33          | 0           | -                     | -                     | -          | -          | -                              | -                              | -                              | 33    | 0     |
| Sous-total            | Sous-total            | Sous-total            | 56          | 0           | -                     | -                     | -          | -          | -                              | -                              | -                              | 56    | 0     |
| 2016-2017             | Levante UD (prêt)     | Segunda División      | 4           | 0           | -                     | -                     | -          | -          | -                              | -                              | -                              | 4     | 0     |
| 2017-2018             | SD Huesca (prêt)      | Segunda División      | 41          | 0           | -                     | -                     | -          | -          | -                              | -                              | -                              | 41    | 0     |
| 2019-2020             | Real Sociedad         | Primera División      | 25          | 0           | 7                     | 0                     | -          | -          | -                              | -                              | -                              | 32    | 0     |
| 2020-2021             | Real Sociedad         | Primera División      | 38          | 0           | 2                     | 0                     | 1          | 0          | C3                             | 7                              | 0                              | 48    | 0     |
| 2021-2022             | Real Sociedad         | Primera División      | 35          | 0           | 2                     | 0                     | -          | -          | C3                             | 5                              | 0                              | 42    | 0     |
| 2022-2023             | Real Sociedad         | Primera División      | 38          | 0           | 4                     | 0                     | -          | -          | C3                             | 8                              | 0                              | 50    | 0     |
| 2023-2024             | Real Sociedad         | Primera División      | 37          | 0           | 4                     | 0                     | -          | -          | C1                             | 8                              | 0                              | 49    | 0     |
| 2024-2025             | Real Sociedad         | Primera División      | 36          | 0           | 4                     | 0                     | -          | -          | C3                             | 9                              | 0                              | 49    | 0     |
| Sous-total            | Sous-total            | Sous-total            | 209         | 0           | 23                    | 0                     | 1          | 0          | -                              | 37                             | 0                              | 270   | 0     |
| Total sur la carrière | Total sur la carrière | Total sur la carrière | 310         | 0           | 23                    | 0                     | 1          | 0          | -                              | 37                             | 0                              | 371   | 0     |

## Palmarès
Sous les couleurs de la Real Sociedad, Álex Remiro remporte la Coupe d'Espagne en 2020.
Avec l'Espagne, Remiro remporte l'Euro en 2024. Il est également finaliste de la Ligue des nations en 2025.